# Interleuven
Interleuven is een intercommunale van gemeenten uit het arrondissement Leuven (Vlaams-Brabant). Het is een "dienstverlenende vereniging" zoals bepaald in het Decreet Lokaal Bestuur.
Interleuven is opgericht op 8 juli 1965 als de "Intercommunale Maatschappij voor de Ruimtelijke Ordening en de Economische Sociale Expansie van het Arrondissement Leuven", destijds door de provincie Brabant en 96 gemeenten.
In 2003 werd de intercommunale ten gevolge van het decreet intergemeentelijke samenwerking gesplitst in twee verenigingen: Interleuven en EcoWerf. EcoWerf staat in voor de preventie, de inzameling en de verwerking van afval. Interleuven werkt samen met de gemeenten, OCMW's, politiezones en bedrijven aan allerlei projecten: van wonen en milieu tot openbare werken en bedrijven.
De huidige 29 gemeenten en OCMW's zijn: Aarschot, Begijnendijk, Bekkevoort, Bertem, Bierbeek, Boortmeerbeek, Boutersem, Diest, Geetbets, Glabbeek, Haacht, Herent, Hoegaarden, Holsbeek, Huldenberg, Keerbergen, Kortenaken, Kortenberg, Landen, Leuven, Linter, Lubbeek, Oud-Heverlee, Rotselaar, Scherpenheuvel-Zichem, Tervuren, Tienen, Tremelo, Zoutleeuw. Op 11 september 2019 werd de vereniging formeel verlengd voor 18 jaar door deze 29 gemeenten en OCMW's. Voorheen waren het er 30; Tielt-Winge besliste eruit te stappen.